# Schieß-Europameisterschaften 2017
Die Schieß-Europameisterschaften 2017 fanden vom 21. Juli bis 4. August 2017 in Baku, Aserbaidschan für Gewehr-, Pistolen- und Flinten-Wettbewerbe statt. Es nahmen 932 Athletinnen, Athleten, Juniorinnen und Junioren aus 43 Ländern teil.

## Qualifikation für Olympische Jugend-Sommerspiele
Die Schieß-Europameisterschaften 2017 dienten als Qualifikationsturnier für die Olympischen Jugend-Sommerspiele 2018. Aus den erbrachten Ergebnissen ergaben sich folgende Quotenplätze für die jeweiligen Länder:
- Deutschland: 2
- Russland: 2
- Bulgarien: 1
- Finnland: 1
- Frankreich: 1
- Italien: 1
- Ungarn: 1

Weitere zwölf Quotenplätze für die Olympischen Jugend-Sommerspiele 2018 konnten während der Schieß-Europameisterschaften 10 Meter 2018 in Győr geholt werden. Die Qualifikationsergebnisse flossen nicht in den Medaillenspiegel mit ein.

### Männer
| Wettbewerb           | 1. Platz          | 1. Platz | 2. Platz           | 2. Platz | 3. Platz          | 3. Platz |
| -------------------- | ----------------- | -------- | ------------------ | -------- | ----------------- | -------- |
| 10 Meter Luftpistole | Nils Strubel      |          | Kiril Kirow        |          | Abdul-Aziz Kurdzi |          |
| 10 Meter Luftgewehr  | Grigorii Shamakov |          | Alexander Vasilyev |          | Denis Goncharenko |          |

### Frauen
| Wettbewerb           | 1. Platz              | 1. Platz | 2. Platz             | 2. Platz | 3. Platz             | 3. Platz |
| -------------------- | --------------------- | -------- | -------------------- | -------- | -------------------- | -------- |
| 10 Meter Luftpistole | Nadezhda Koloda       |          | Camille Jedrzejewski |          | Giulia Campostrini   |          |
| 10 Meter Luftgewehr  | Johanna Theresa Tripp |          | Anna Janßen          |          | Viivi Natalia Kemppi |          |

## Ergebnisse

### Erwachsene

#### Männer

##### Gewehr
| Wettbewerb                                            | Gold                                                                | Gold | Silber                                                    | Silber | Bronze                                                          | Bronze |
| ----------------------------------------------------- | ------------------------------------------------------------------- | ---- | --------------------------------------------------------- | ------ | --------------------------------------------------------------- | ------ |
| 50 m Kleinkalibergewehr liegend                       | Juryj Schtscharbazewitsch                                           |      | Thomas Mathis                                             |        | Sergei Kamenski                                                 |        |
| 50 m Kleinkalibergewehr liegend Mannschaft            | BulgarienJuryj Schtscharbazewitsch Vitali Bubnovich Illia Charheika |      | ÖsterreichStefan Rumpler Thomas Mathis Alexander Schmirl  |        | FrankreichValérian Sauveplane Alexis Raynaud Remi Moreno Flores |        |
| 50 m Kleinkalibergewehr Dreistellungskampf            | Juryj Schtscharbazewitsch                                           |      | Serhiy Kulish                                             |        | Alexander Schmirl                                               |        |
| 50 m Kleinkalibergewehr Dreistellungskampf Mannschaft | BulgarienJuryj Schtscharbazewitsch Vitali Bubnovich Illia Charheika |      | NorwegenOdd Arne Brekne Øyvind Flatla Simon Claussen      |        | DeutschlandMichael Janker André Link Maximilian Dallinger       |        |
| 300 m Standardgewehr                                  | Bernhard Pickl                                                      |      | Juho Kurki                                                |        | Karl Olsson                                                     |        |
| 300 m Standardgewehr Mannschaft                       | SchweizGilles Vincent Dufaux Jan Lochbihler Andrea Rossi            |      | ÖsterreichBernhard Pickl Gernot Rumpler Alexander Schmirl |        | FrankreichValérian Sauveplane Cyril Graff Alexis Raynaud        |        |
| 300 m Freies Gewehr liegend                           | Jan Lochbihler                                                      |      | Frank Fleischmann                                         |        | Rajmond Debevec                                                 |        |
| 300 m Freies Gewehr liegend Mannschaft                | FrankreichRemi Moreno Flores Cyril Graff Valérian Sauveplane        |      | SlowenienRajmond Debevec Robert Markoja Dusan Zisko       |        | DeutschlandFrank Fleischmann Matthias Raiber Joerg Niehueser    |        |
| 300 m Freies Gewehr Dreistellungskampf                | Alexis Raynaud                                                      |      | István Péni                                               |        | Péter Sidi                                                      |        |
| 300 m Freies Gewehr Dreistellungskampf Mannschaft     | FrankreichRemi Moreno Flores Cyril Graff Valérian Sauveplane        |      | SchweizGilles Vincent Dufaux Jan Lochbihler Andrea Rossi  |        | ÖsterreichBernhard Pickl Gernot Rumpler Stefan Rumpler          |        |

##### Pistole
| Wettbewerb                          | Gold                                                        | Gold | Silber                                                     | Silber | Bronze                                                        | Bronze |
| ----------------------------------- | ----------------------------------------------------------- | ---- | ---------------------------------------------------------- | ------ | ------------------------------------------------------------- | ------ |
| 25 m Zentralfeuerpistole            | Yusuf Dikeç                                                 |      | Christian Reitz                                            |        | Peeter Olesk                                                  |        |
| 25 m ZentralfeuerpistoleMannschaft  | UkrainePawlo Korostyljow Roman Bondaruk Wolodymyr Pasternak |      | DeutschlandChristian Reitz Pierre Michel Michael Schleuter |        | FrankreichBoris Artaud Clément Bessaguet Franck Kiefer        |        |
| 25 m Schnellfeuerpistole            | Nikita Sukhanov                                             |      | Peeter Olesk                                               |        | Christian Reitz                                               |        |
| 25 m Schnellfeuerpistole Mannschaft | DeutschlandChristian Reitz Aaron Sauter Oliver Geis         |      | RusslandNikita Sukhanov Alexei Klimow Alexander Alifirenko |        | UkrainePawlo Korostyljow Wolodymyr Pasternak Denys Kuschnirow |        |
| 25 m Standardpistole                | Pawlo Korostyljow                                           |      | Christian Reitz                                            |        | Alexei Klimow                                                 |        |
| 25 m Standardpistole Mannschaft     | UkrainePawlo Korostyljow Wolodymyr Pasternak Roman Bondaruk |      | FrankreichClément Bessaguet Franck Kiefer Boris Artaud     |        | RusslandAlexei Klimow Nikita Sukhanov Alexander Alifirenko    |        |
| 50 m Freie Pistole                  | Pawlo Korostyljow                                           |      | Damir Mikec                                                |        | Lauris Strautmanis                                            |        |
| 25 m Freie Pistole Mannschaft       | SerbienDamir Mikec Dimitrije Grgić Dusko Petrov             |      | UkrainePawlo Korostyljow Oleh Omelchuk Viktor Bankin       |        | RusslandDenis Koulakov Nikolai Kilin Vladimir Gontcharov      |        |

##### Laufende Scheibe
| Wettbewerb                             | Gold                                                    | Gold | Silber                                                  | Silber | Bronze                                                       | Bronze |
| -------------------------------------- | ------------------------------------------------------- | ---- | ------------------------------------------------------- | ------ | ------------------------------------------------------------ | ------ |
| 50 m laufende Scheibe                  | Jesper Nyberg                                           |      | Emil Martinsson                                         |        | Bedrich Jonas                                                |        |
| 50 m laufende Scheibe Mannschaft       | SchwedenJesper Nyberg Emil Martinsson Rickard Johansson |      | RusslandMikhail Azarenko Maxim Stepanov Dmitry Romanov  |        | FinnlandTopi Hulkkonen Heikki Lahdekorpi Tomi-Pekka Heikkilä |        |
| 50 m laufende Scheibe Mixed            | Emil Martinsson                                         |      | Mikhail Azarenko                                        |        | Topi Hulkkonen                                               |        |
| 50 m laufende Scheibe Mixed Mannschaft | RusslandMikhail Azarenko Maxim Stepanov Dmitry Romanov  |      | SchwedenJesper Nyberg Emil Martinsson Rickard Johansson |        | FinnlandTopi Hulkkonen Heikki Lahdekorpi Tomi-Pekka Heikkilä |        |

##### Wurftauben
| Wettbewerb            | Gold                                                      | Gold | Silber                                                         | Silber | Bronze                                                 | Bronze |
| --------------------- | --------------------------------------------------------- | ---- | -------------------------------------------------------------- | ------ | ------------------------------------------------------ | ------ |
| Skeet                 | Milos Slavicek                                            |      | Gabriele Rossetti                                              |        | Stefan Nilsson                                         |        |
| Skeet Mannschaft      | RusslandAnton Astakhov Alexander Zemlin Nikolai Tjoply    |      | ItalienGabriele Rossetti Riccardo Filippelli Tammaro Cassandro |        | SchwedenStefan Nilsson Marcus Svensson Henrik Jansson  |        |
| Trap                  | David Kostelecký                                          |      | Josip Glasnović                                                |        | Giovanni Cernogoraz                                    |        |
| Trap Mannschaft       | PortugalJoão Azevedo José Manuel Faria José Silva         |      | KroatienJosip Glasnović Giovanni Cernogoraz Marko Germin       |        | TschechienDavid Kostelecký Jiří Lipták Vladimir Stepan |        |
| Doppeltrap            | Vitaly Fokeev                                             |      | Hubert Andrzej Olejnik                                         |        | Wassili Mossin                                         |        |
| Doppeltrap Mannschaft | ItalienDaniele Di Spigno Antonino Barillà Marco Innocenti |      | RusslandVitaly Fokeev Wassili Mossin Artem Nekrasov            |        | MaltaWilliam Chetcuti Nathan Lee Xuereb Matthew Grech  |        |

#### Frauen

##### Gewehr
| Wettbewerb                                            | Gold                                                                   | Gold | Silber                                                 | Silber | Bronze                                                      | Bronze |
| ----------------------------------------------------- | ---------------------------------------------------------------------- | ---- | ------------------------------------------------------ | ------ | ----------------------------------------------------------- | ------ |
| 50 m Kleinkalibergewehr liegend                       | Jennifer McIntosh                                                      |      | Dariya Sharipova                                       |        | Marie Enqvist                                               |        |
| 50 m Kleinkalibergewehr liegend Mannschaft            | UkraineDariya Sharipova Natallia Kalnysh Lessja Leskiw                 |      | DeutschlandSilvia Rachl Beate Köstel Jolyn Beer        |        | ÖsterreichNadine Ungerank Olivia Hofmann Franziska Peer     |        |
| 50 m Kleinkalibergewehr Dreistellungskampf            | Seonaid McIntosh                                                       |      | Franziska Peer                                         |        | Jolyn Beer                                                  |        |
| 50 m Kleinkalibergewehr Dreistellungskampf Mannschaft | Vereinigtes KönigreichSeonaid McIntosh Jennifer McIntosh Katie Gleeson |      | UkraineNatallia Kalnysh Lessja Leskiw Dariya Sharipova |        | FrankreichRomane Matte Laurence Brize Marie Fayolle         |        |
| 300 m Freies Gewehr liegend                           | Elin Åhlin                                                             |      | Olivia Hofmann                                         |        | Anna Normann                                                |        |
| 300 m Freies Gewehr liegend Mannschaft                | SchwedenElin Åhlin Anna Normann Marie Enqvist                          |      | DeutschlandEva Rösken Lisa Müller Sandra Georg         |        | EstlandAnzela Voronova Liudmila Kortshagina Tuuli Kübarsepp |        |
| 300 m Freies Gewehr Dreistellungskampf                | Franziska Peer                                                         |      | Lisa Müller                                            |        | Sina Oleane Busk                                            |        |
| 300 m Freies Gewehr Dreistellungskampf Mannschaft     | SchweizSilvia Guignard Schnyder Myriam Brühwiler Andrea Brühlmann      |      | PolenSylwia Bogacka Karolina Kowalczyk Paula Wrońska   |        | UkraineLessja Leskiw Natallia Kalnysh Svitlana Boykova      |        |

##### Pistole
| Wettbewerb                   | Gold                                                       | Gold | Silber                                                  | Silber | Bronze                                                          | Bronze |
| ---------------------------- | ---------------------------------------------------------- | ---- | ------------------------------------------------------- | ------ | --------------------------------------------------------------- | ------ |
| 25 m Sportpistole            | Monika Karsch                                              |      | Klaudia Bres                                            |        | Maria Grozdeva                                                  |        |
| 25 m Sportpistole Mannschaft | DeutschlandMonika Karsch Michelle Skeries Doreen Vennekamp |      | BulgarienMaria Grozdeva Antoaneta Boneva Monika Kostova |        | FrankreichMathilde Lamolle Stéphanie Tirode Sandrine Goberville |        |

##### Wurftauben
| Wettbewerb            | Gold                                                       | Gold | Silber                                                | Silber | Bronze                                                        | Bronze |
| --------------------- | ---------------------------------------------------------- | ---- | ----------------------------------------------------- | ------ | ------------------------------------------------------------- | ------ |
| Skeet                 | Lucie Anastassiou                                          |      | Andri Eleftheriou                                     |        | Christine Wenzel                                              |        |
| Skeet Mannschaft      | DeutschlandChristine Wenzel Nele Wissmer Katrin Wieslhuber |      | ItalienDiana Bacosi Katiuscia Spada Simona Scocchetti |        | ZypernPanagiota Andreou Andri Eleftheriou Konstantia Nikolaou |        |
| Trap                  | Arianna Perilli                                            |      | Ekaterina Rabaya                                      |        | Satu Makela-Nummela                                           |        |
| Trap Mannschaft       | RusslandEkaterina Rabaya Tatiana Barsuk Yulia Tugolukova   |      | FrankreichMarina Sauzet Delphine Réau Melanie Couzy   |        | SlowakeiZuzana Rehak Štefečeková Jana Špotáková Nina Slamkova |        |
| Doppeltrap            | Sofia Maglio                                               |      | Claudia De Luca                                       |        | Monica Girotto                                                |        |
| Doppeltrap Mannschaft | ItalienSofia Maglio Claudia De Luca Monica Girotto         |      | -                                                     |        | -                                                             |        |

#### Mixed
| Wettbewerb          | Gold                             | Gold | Silber                                  | Silber | Bronze                         | Bronze |
| ------------------- | -------------------------------- | ---- | --------------------------------------- | ------ | ------------------------------ | ------ |
| 300 m Freies Gewehr | ?                                |      | ?                                       |        | ?                              |        |
| Skeet               | Anthony Terras Lucie Anastassiou |      | Dimitris Konstantinou Andri Eleftheriou |        | Gabriele Rossetti Diana Bacosi |        |
| Trap                | Giovanni Pellielo Jessica Rossi  |      | Tomaz Blazinsek Jasmina Macek           |        | Maksim Smykov Tatiana Barsuk   |        |

### Juniorinnen und Junioren

#### Junioren

##### Gewehr
| Wettbewerb                                            | Gold                                                         | Gold | Silber                                                           | Silber | Bronze                                                   | Bronze |
| ----------------------------------------------------- | ------------------------------------------------------------ | ---- | ---------------------------------------------------------------- | ------ | -------------------------------------------------------- | ------ |
| 50 m Kleinkalibergewehr liegend                       | Zalán Pekler                                                 |      | Borna Petanjek                                                   |        | Cameron Pirouet                                          |        |
| 50 m Kleinkalibergewehr liegend Mannschaft            | DeutschlandDavid Könders Luc Fabian Dingerdissen Kai Dembeck |      | NorwegenHenrik Larsen Jon-Hermann Hegg Benjamin Tingsrud Karlsen |        | UngarnZalán Pekler Peter Vas Csaba Kovacs                |        |
| 50 m Kleinkalibergewehr Dreistellungskampf            | Filip Nepejchal                                              |      | Zalán Pekler                                                     |        | Andrei Golovkov                                          |        |
| 50 m Kleinkalibergewehr Dreistellungskampf Mannschaft | RusslandAndrei Golovkov Evgeniy Ishchenko Artem Filippov     |      | TschechienFilip Nepejchal František Smetana Jiří Přívratský      |        | FinnlandCristian Friman Matias Kiuru Sebastian Langstrom |        |

##### Pistole
| Wettbewerb                          | Gold                                                   | Gold | Silber                                                   | Silber | Bronze                                                     | Bronze |
| ----------------------------------- | ------------------------------------------------------ | ---- | -------------------------------------------------------- | ------ | ---------------------------------------------------------- | ------ |
| 25 m Schnellfeuerpistole            | Matej Rampula                                          |      | Maksym Horodynez                                         |        | Pavlo Krepostniak                                          |        |
| 25 m Schnellfeuerpistole Mannschaft | UkraineMaksym Horodynez Pavlo Krepostniak Denys Vorona |      | DeutschlandFlorian Peter Christoph Lutz Philip Heyer     |        | RusslandEgor Ismakov Daniil Shikov Alexander Petrov        |        |
| 25 m Sportpistole                   | Ernests Erbs                                           |      | Edouard Dortomb                                          |        | Daniil Shikhov                                             |        |
| 25 m Sportpistole Mannschaft        | RusslandDaniil Shikhov Egor Ismakov Alexander Petrov   |      | UkraineYuriy Kolesnyk Pavlo Krepostniak Maksym Horodynez |        | FrankreichEdouard Dortomb Clement Greffier Laurent Cussigh |        |
| 25 m Standardpistole                | Pavlo Krepostniak                                      |      | Daniil Shikhov                                           |        | Ernests Erbs                                               |        |
| 25 m Standardpistole Mannschaft     | RusslandDaniil Shikhov Egor Ismakov Alexander Petrov   |      | UkraineYuriy Kolesnyk Pavlo Krepostniak Maksym Horodynez |        | DeutschlandChristoph Lutz Florian Peter Philip Heyer       |        |
| 50 m Freie Pistole                  | Robin Walter                                           |      | Anton Aristarchow                                        |        | Alessio Torracchi                                          |        |
| 50 m Freie Pistole Mannschaft       | ItalienAlessio Torracchi Paolo Monna Franco Caputo     |      | PolenOskar Miliwek Patryk Sakowski Kacper Jurasz         |        | RusslandAnton Aristarchow Alexander Petrov Mikhail Isakov  |        |

##### Laufende Scheibe
| Wettbewerb                             | Gold                                                | Gold | Silber                                                        | Silber | Bronze          | Bronze |
| -------------------------------------- | --------------------------------------------------- | ---- | ------------------------------------------------------------- | ------ | --------------- | ------ |
| 50 m laufende Scheibe                  | Ihor Kizyma                                         |      | Valerii Davydov                                               |        | Maksym Babushok |        |
| 50 m laufende Scheibe Mannschaft       | UkraineIhor Kizyma Maksym Babushok Roman Tovstopiat |      | RusslandValerii Davydov Iaroslav Klepikov Aleksandr Beltiukov |        | -               |        |
| 50 m laufende Scheibe Mixed            | Ihor Kizyma                                         |      | Andreas Bergstroem                                            |        | Valerii Davydov |        |
| 50 m laufende Scheibe Mixed Mannschaft | UkraineIhor Kizyma Maksym Babushok Roman Tovstopiat |      | RusslandValerii Davydov Iaroslav Klepikov Aleksandr Beltiukov |        | -               |        |

##### Wurftauben
| Wettbewerb            | Gold                                                              | Gold | Silber                                                            | Silber | Bronze                                                           | Bronze |
| --------------------- | ----------------------------------------------------------------- | ---- | ----------------------------------------------------------------- | ------ | ---------------------------------------------------------------- | ------ |
| Skeet                 | Johan Birklykke                                                   |      | Elia Sdruccioli                                                   |        | Emil Kjelgaard Petersen                                          |        |
| Skeet Mannschaft      | ItalienElia Sdruccioli Valerio Palmucci Erik Pittini              |      | DänemarkJohan Birklykke Emil Kjelgaard Petersen Alexander Karlsen |        | ZypernNicolas Vasiliou Christodoulos Kokkinou Petros Englezoudis |        |
| Trap                  | Vili Kopra                                                        |      | Teo Petroni                                                       |        | Emanuele Buccolieri                                              |        |
| Trap Mannschaft       | ItalienEmanuele Buccolieri Teo Petroni Matteo Marongiu            |      | FinnlandVili Kopra Matias Koivu Niko Kopra                        |        | FrankreichClement Bourgue Jason Picaud Nathan Thuillier          |        |
| Doppeltrap            | James Dedman                                                      |      | Jacopo de Foresta                                                 |        | Gianluca Chetcuti                                                |        |
| Doppeltrap Mannschaft | Vereinigtes KönigreichJames Dedman Thomas Edward Scott Jake Janes |      | ItalienJacopo de Foresta Eraldo Apolloni Nicolo Liceti            |        | -                                                                |        |

#### Juniorinnen

##### Gewehr
| Wettbewerb                                            | Gold                                                        | Gold | Silber                                                 | Silber | Bronze                                                        | Bronze |
| ----------------------------------------------------- | ----------------------------------------------------------- | ---- | ------------------------------------------------------ | ------ | ------------------------------------------------------------- | ------ |
| 50 m Kleinkalibergewehr liegend                       | Sara Karasova                                               |      | Selina Zimmermann                                      |        | Marianne Palo                                                 |        |
| 50 m Kleinkalibergewehr liegend Mannschaft            | TschechienSara Karasova Nikola Foistová Katerina Kolarikova |      | NorwegenRegine Nesheim Jenny Stene Karina Stette       |        | DeutschlandSelina Zimmermann Leah Faust Johanna Theresa Tripp |        |
| 50 m Kleinkalibergewehr Dreistellungskampf            | Anna Ilina                                                  |      | Jenny Stene                                            |        | Milica Babic                                                  |        |
| 50 m Kleinkalibergewehr Dreistellungskampf Mannschaft | NorwegenJenny Stene Regine Nesheim Jeanette Hegg Duestad    |      | RusslandTatiana Kharkova Daria Boldinova Maria Ivanova |        | ÖsterreichSheileen Waibel Verena Zaisberger Rebecca Köck      |        |

##### Pistole
| Wettbewerb                   | Gold                                                     | Gold | Silber                                              | Silber | Bronze                                                           | Bronze |
| ---------------------------- | -------------------------------------------------------- | ---- | --------------------------------------------------- | ------ | ---------------------------------------------------------------- | ------ |
| 25 m Sportpistole            | Miroslawa Mintschewa                                     |      | Anna Dědová                                         |        | Veronika Major                                                   |        |
| 25 m Sportpistole Mannschaft | ItalienRebecca Lesti Giulia Campostrini Maria Varricchio |      | UngarnVeronika Major Boglarka Forrasi Viktoria Egri |        | UkrainePolina Konarieva Mariia-Solomiia Vozniak Alona Shevchenko |        |

##### Wurftauben
| Wettbewerb       | Gold                                                        | Gold | Silber                                                         | Silber | Bronze                                                       | Bronze |
| ---------------- | ----------------------------------------------------------- | ---- | -------------------------------------------------------------- | ------ | ------------------------------------------------------------ | ------ |
| Skeet            | Artemis Kefalidou                                           |      | Elena Bukhonova                                                |        | Francesca del Prete                                          |        |
| Skeet Mannschaft | ItalienFrancesca del Prete Giada Longhi Giulia Basso        |      | RusslandElena Bukhonova Alina Fazylzyanova Margarita Gevorkian |        | DeutschlandMaria Kalix Eva-Tamara Reichert Valentina Umhöfer |        |
| Trap             | Marie-Louis Meyer                                           |      | Bettina Valdorf                                                |        | Greta Luppo                                                  |        |
| Trap Mannschaft  | DeutschlandMarie-Louis Meyer Bettina Valdorf Kathrin Murche |      | ItalienGreta Luppo Diana Ghilarducci Giulia Grassia            |        | RusslandPolina Kniazeva Iuliia Saveleva Angelina Rudneva     |        |

## Medaillenspiegel
| Platz  | Land                   | Gold | Silber | Bronze | Gesamt |
| ------ | ---------------------- | ---- | ------ | ------ | ------ |
| 01     | Ukraine                | 10   | 8      | 4      | 22     |
| 02     | Russland               | 8    | 11     | 13     | 32     |
| 03     | Italien                | 8    | 5      | 5      | 18     |
| 04     | Deutschland            | 7    | 10     | 8      | 25     |
| 05     | Tschechien             | 6    | 2      | 2      | 10     |
| 06     | Schweden               | 5    | 4      | 5      | 14     |
| 07     | Frankreich             | 5    | 3      | 7      | 15     |
| 08     | Schweiz                | 4    | 1      | —      | 5      |
| 09     | Belarus                | 4    | —      | —      | 4      |
| 10     | Vereinigtes Königreich | 3    | —      | 1      | 4      |
| 11     | Österreich             | 2    | 5      | 5      | 12     |
| 12     | Norwegen               | 1    | 4      | 1      | 6      |
| 13     | Ungarn                 | 1    | 3      | 3      | 7      |
| 14     | Finnland               | 1    | 2      | 6      | 9      |
| 15     | Bulgarien              | 1    | 1      | 1      | 3      |
| 15     | Dänemark               | 1    | 1      | 1      | 3      |
| 15     | Serbien                | 1    | 1      | 1      | 3      |
| 18     | Lettland               | 1    | —      | 2      | 3      |
| 19     | Griechenland           | 1    | —      | —      | 1      |
| 19     | Portugal               | 1    | —      | —      | 1      |
| 19     | San Marino             | 1    | —      | —      | 1      |
| 19     | Türkei                 | 1    | —      | —      | 1      |
| 23     | Kroatien               | —    | 3      | 1      | 4      |
| 24     | Polen                  | —    | 3      | —      | 3      |
| 25     | Zypern                 | —    | 2      | 2      | 4      |
| 26     | El Salvador            | —    | 2      | 1      | 3      |
| 27     | Estland                | —    | 1      | 2      | 3      |
| 28     | Slowakei               | —    | 1      | 1      | 2      |
| 29     | Malta                  | —    | —      | 1      | 1      |
| Gesamt | Gesamt                 | 73   | 73     | 73     | 219    |